# Samparwadi
Samparwadi is een bestuurslaag in het regentschap Serang van de provincie Banten, Indonesië. Samparwadi telt 2408 inwoners (volkstelling 2010).